# Love Flight
Love Flight (tiếng Thái: รักสุดท้ายที่ปลายฟ้า; RTGS: Rak Sutthai Thi Plai Fa) là một bộ phim truyền hình Thái Lan phát sóng năm 2015 với sự tham gia của Puttichai Kasetsin (Push) và Ungsumalynn Sirapatsakmetha (Pattie).
Bộ phim được đạo diễn bởi Ekkasit Trakulkasemsuk và sản xuất bởi GMMTV. Bộ phim được phát sóng vào lúc 18:30 (ICT), thứ Bảy trên GMM 25, bắt đầu từ ngày 10 tháng 10 năm 2015. Bộ phim kết thúc vào ngày 31 tháng 10 năm 2015.

## Diễn viên
Dưới đây là dàn diễn viên của bộ phim:

### Diễn viên chính
- Puttichai Kasetsin (Push) vai Neumake/Make
- Ungsumalynn Sirapatsakmetha (Pattie) vai Plaifah/Fah

### Diễn viên phụ
- Korapat Kirdpan (Nanon) vai Ah Pat
- Kejmanee Wattanasin vai Savitree
- Daweerit Chullasapya (Pae)
- Warapun Nguitragool vai Pongsri
- Suporn Sangkaphibal vai bà ngoại
- Sutthipha Kongnawdee (Noon) vai Phraeo